# Opaeophacus acrogeneius
Opaeophacus acrogeneius är en fiskart som beskrevs av Bond och Stein, 1984. Opaeophacus acrogeneius ingår i släktet Opaeophacus och familjen tånglakefiskar. Inga underarter finns listade i Catalogue of Life.